# Ligia italica
L. italica là một loài chân đều trong họ Ligiidae. Loài này được Fabricius miêu tả khoa học năm 1798.